# Jakob Bro

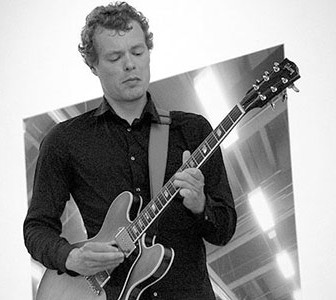
Jakob Bro in 2014

Jakob Bro (11 april 1978) is een Deense jazzgitarist en -componist.

## Biografie
Bro werd geboren in Risskov, in de Deense gemeente Aarhus. Zijn ouders waren leraars en z'n vader speelde in z'n vrije tijd trompet bij een Bigband. Nog voor hij kon lopen begon Bro tamboerijn te spelen tijdens optredens van die band. Ze hadden ook een muziekkamer thuis, waar oa. een trombone, verschillende saxofoons en trompetten, piano, bas en gitaar aanwezig waren, met een muur vol partituren van Duke Ellington, Count Basie, Glenn Miller e.d. Zijn vader had ook een grote verzameling platen, van artiesten zoals Louis Armstrong, Miles Davis, Billie Holiday. De jonge Jakob erft de passie voor muziek en begint ook trompet te spelen. Als hij later de muziek van Jimi Hendrix ontdekt, stapt hij over naar de gitaar. Vervolgens studeerde hij aan de Koninklijke Muziekacademie van Denemarken en daarna aan de Berklee College of Music in Boston en The New School in New York.
Hoewel hij nooit een diploma behaalde, trok zijn benadering van improvisatie de aandacht van enkele muzikanten in New York, waaronder Paul Motian, die hem uitnodigde om met zijn Electric Bebop Band te spelen. Bro doet ook mee op het album Garden of Eden (2004) van de Paul Motian Band. In 2022 brengt Bro, samen met saxofonist Joe Lovano, het album Once Around The Room uit, een eerbetoon aan de in 2011 overleden Motian.
Sindsdien werkte Bro met bekende namen uit de jazz-wereld, zoals Lee Konitz, Bill Frisell, Paul Bley, Ben Street, Mark Turner en Chris Speed. Hij maakt ook deel uit van Tomasz Stanko's Dark Eyes quintet.
Bro heeft ook zijn eigen trio, met drummer Joey Baron en bassist Thomas Morgan. In 2016 brachten ze het album Streams uit bij ECM Records. Tegelijk leidt hij een kwartet, waar naast Morgan ook trompettist Palle Mikkelborg en drummer Jon Christensen deel van uitmaken.
In 2019 speelde hij met de Antwerp Jazz Band, bestaande uit tien studenten van het Koninklijk Conservatorium Antwerpen, een concert op kunstencampus DeSingel in Antwerpen.
De titel van het in 2021 door ECM Records uitgebrachte album Uma Elmo verwijst naar de middelste namen van zijn twee kinderen.
In september 2022 nam hij een livealbum op in het Flageygebouw in Brussel. Tijdens het seizoen 2023/24 is hij daar ook artist in residence en speelt hij er verschillende concerten.
Op Film Fest Gent 2022 presenteerde Bro de documentaire Music for Black Pigeons, waarvoor regisseurs Jørgen Leth en Andreas Koefoed hem veertien jaar lang volgden. Deze film stelt ook de vraag "Wat betekent het om je leven te wijden aan de universele taal genaamd muziek?" aan muzikanten zoals Lee Konitz, Bill Frisell en Midori Takada.

## Erkentelijkheden
- 2009 - Jazz Special Prize voor Danish Jazz Album of the Year voor Balladeering
- 2012 - DJBFA ereprijs
- 2013 - Carl Prize Jazz Composer of the Year voor Bro/Knak
- 2013 - Jazz Special Prize voor Danish Jazz Album of the Year voor December Song
- 2013 - Jazznyt Prize voor December Song
- 2014 - nominatie Nordic Council Music Prize voor zijn trilogie Balladeering/Time/December Song
- 2016 - Carl Prize Jazz Composer of the Year voor de albums Gefion
- 3 keer - Danish Music Awards - Danish Jazz Album of the Year voor Gefion, Balladeering en Sidetracked
- 2 keer- Danish Music Awards - Danish Crossover Album of the Year voor Bro/Knak en Sidetracked
- X - De Danish Arts Foundation beloonde Bro voor zijn opnames Pearl River en Bro/Knak.

## Discografie
Anno 2022 heeft hij reeds 16 albums. Het eerste dateerde van 2003.

## Als solo
- Daydreamer (2003)
- Sidetracked (Loveland, 2005)
- Pearl River [da] (Loveland, 2007)
- The Stars Are All New Songs (Loveland, 2008)
- White Rainbow [da] (Loveland, 2008)
- Who Said Gay Paree (Loveland, 2008)
- Balladeering (Loveland, 2009)
- Time (Loveland, 2011)
- Bro/Knak (Loveland, 2012)
- December Song (Loveland, 2013)
- Gefion (ECM, 2015)
- Hymnotic/Salmodisk (Loveland, 2015)
- Streams (ECM, 2016)
- Bay of Rainbows (ECM, 2018)
- Returnings (ECM, 2018)
- Uma Elmo (ECM, 2021)

## Als achtergrond muzikant
- Paul Motian, Garden of Eden (ECM, 2004)
- Tomasz Stańko, Dark Eyes (ECM, 2009)
- Søren Dahl Jeppesen, Route One (Dog Day, 2010)
- Niels Lyhne Løkkegaard, Vesper (Hiatus, 2012)
- Povl Dissing, That Lucky Old Sun (Stunt, 2010)
- Beautiful Day, Copenhagen Melodrama (Eight Islands, 2022)
- Bandapart, Visions Du Lamarck (Blackout)
- I Got You On Tape, 2 (Auditorium)
- Jonas Westergaard, Helgoland (Stunt)
- Teitur, The Singer (Arlo & Betty)
- Nicolai Munch-Hansen, Wanna Do Right... (Loveland)
- Steffen Brandt, Baby Blue (Alarm)
- Jakob Buchanan, I Land in the Green Land (Buchanan)
- August Rosenbaum, Heights (Hiatus)